# 2 Low
2 Low, artistnamn för Cedric White, född 1979 i Houston, är en amerikansk hiphopmusiker, rappare och musikproducent.
2 Low började spela in för Houston-skivbolaget Rap-A-Lot som 13-åring och gav 1993 ut albumet Funky Lil Brotha på bolaget. Albumet gästades av bolagskollegorna Devin, Mr. Scarface, Lord 3-2 och 5th Ward Juvenilez, och sålde i mer än 150 000 exemplar under sina första nio månader på marknaden. Han gästade även på flera album från andra Rap-A-Lot-artister, bland andra Geto Boys, Mr. Scarface och Odd Squad. Som 16-åring stämde han 1996 Rap-A-Lot för utebliven betalning, men målet gjordes upp utanför domstolen.